# Ambigolimax valentianus
Ambigolimax valentianus (A. Férussac, 1821) è un mollusco gasteropode polmonato della famiglia Limacidae.

## Descrizione

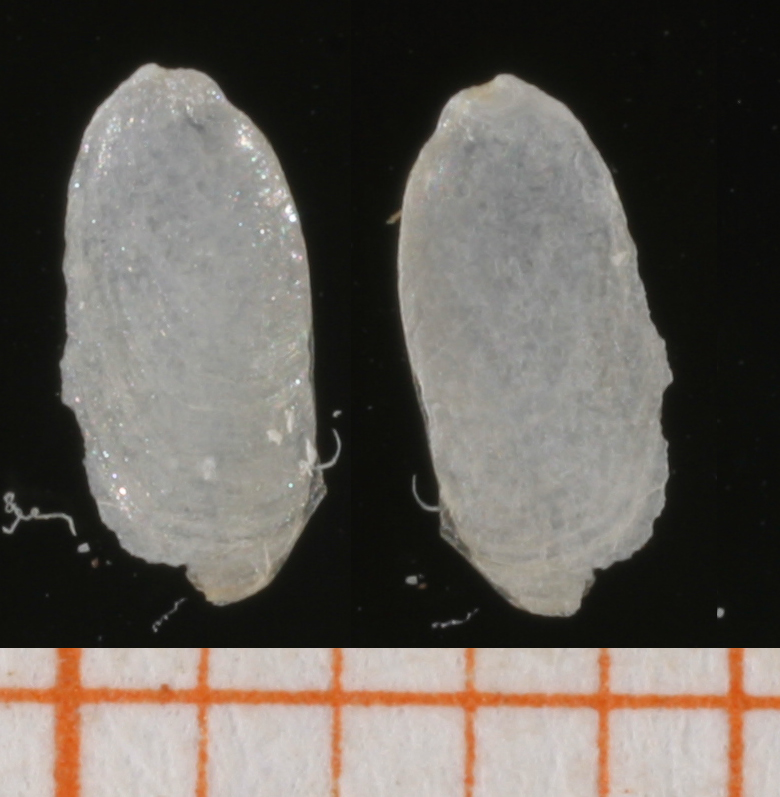
Gusci vestigiali di A. valentianus.

## Distribuzione e habitat
Questa specie è originaria della penisola iberica.  Nel tempo è stata introdotta accidentalmente in vari paesi europei, tra cui Francia, Italia, Gran Bretagna, Irlanda, Repubblica Ceca, Svezia, Malta, Russia, nonché in molte regioni extraeuropee.